# LOVE Gap
De LOVE Gap (ook wel bekend als Fountain Gap) is een van de bekendste skateboardplekken ter wereld. De LOVE Gap is een enorme trap met vier treden, die eindigt in een fontein. De gap ligt in het LOVE Park, Philadelphia. 
Sinds de gemeente het park heeft gesloten is de gap niet langer bereikbaar voor skateboarders.

## Geschiedenis
Sinds in 1993 de eerste ollie geland is, volgden in de loop der jaren steeds meer tricks. In 2004 besloot de gemeente de plaza waarin de gap lag te verbieden voor skateboards. Vele protesten hebben hier tegen plaatsgevonden, maar deze hadden geen effect. Op 1 juni 2004 bood DC Shoes aan om 1 miljoen US$ aan de gemeente te schenken als het park zou blijven. Dit is niet gebeurd, daarom wordt er nu niet meer geskatet bij de LOVE Gap. Een maand voor het definitieve verbod kwamen veel professionele skateboarders nog naar de plek.

## Noemenswaardige tricks
- Eerste Ollie - Vinnie Ponte (1993)
- Eerste Fs 180° - Jamie Thomas (1994)
- Eerste poging tot Kickflip - Mike Maldonado (1994)
- Eerste Kickflip - Kerry Getz (1996)
- Switch Ollie - Anthony Pappalardo
- Switch Bs 180° - Brian Wenning
- Ollie Airwalk - Donnie Bianco
- Fs Flip (Frontside 180° Kickflip) - Andrew Reynolds
- Frontside 360° - Jeremy Wray
- Switch Fs Flip - Chris Cole
- Bs Flip (backside 180° Kickflip) - Chris Cole
- BS 360 (backside 360 ollie) - Chris Cole (2006)
- Benihana - Willy Lavigne (2007)

Ook zeer bekend is de poging van Brian Wenning om een Switch Heelflip uit te voeren. Bij de landing brak hij zijn skateboard. Chris Cole heeft de gap bijna met een 360° Flip geland, maar bij de landing verloor hij zijn evenwicht.

## Trivia
- Het LOVE Park inclusief de gap is te zien in een level van het videospel Tony Hawk's Pro Skater 2.